# Winnau (Wüstung)
Winnau ist die Wüstung des mittelalterlichen Dorfes Wehnaw, das auf dem Gebiet der heutigen Gemeinde Mengerskirchen im Landkreis Limburg-Weilburg gelegen hatte. Heute befindet sich auf dem Gelände ein Ferienheim der Kirchengemeinde St. Johannes (Lahr Westerwald).

## Lage
Die Wüstung befindet sich zwischen den Erhebungen Nielstein, Seeköppel und Hillscheid im Gebiet des Marktfleckens Mengerskirchen, Hessen, direkt an der Grenze zu Rheinland-Pfalz auf einer freien Fläche 1,5 km abseits der Landesstraße L 3281 zwischen Mengerskirchen und Elsoff. In südlicher Richtung ca. 1,5 km entfernt liegt der Seeweiher Mengerskirchen.
Die Wüstung erstreckt sich auf einer Fläche von 4,5 Hektar.
Früher schnitten sich im Marktflecken Mengerskirchen die Handelsstraßen von Köln nach Frankfurt und von Herborn nach Limburg. Die Wüstung gehörte zum Herrschaftsgebiet des Hauses Nassau, welches die Burg Mengerskirchen errichtete.

## Geschichte
Das erste Zeugnis für die Existenz der Wüstung Winnau und des damaligen Dorfes Wehnaw (auch: Wehnau, Winden) bildet die Urkunde aus dem Jahre 1354.
Das Pfarrarchiv von Lahr, eines der ältesten Archive des Landkreises, berichtet im Jahr 1576 von der Wüstung. Die Niederschrift wurde vom damaligen calvinistischen Pfarrer Eberhard Artopaeus gefertigt. Er berichtet: „ […] zu wissen, dass vor Zeiten in dieser Pastorey gehert haben […] 4. Wehnaw […] Diese Dörffer und Kirchen sind nun alle theils verstört und umkommen, zum theil verfallen und in andere Hände kommen.“
Diese Stelle besagt, dass das Dorf Wehnaw bereits vor 1576 ausgegangen (ausgestorben) sein muss, wahrscheinlich durch die im Sprengel Mengerskirchen wütende Pest. Hiermit wird eindeutig die Behauptung widerlegt, das Dorf sei durch den Dreißigjährigen Krieg ausgelöscht worden.
Aus einer Aufzeichnung des Amtsvorgängers von Pfarrer Artopaeus, des lutherischen Pfarrers Joducus Schütz, geht hervor, dass zu seinem Amt die Dörfer Lahr, Hintermeilingen, Ellar, Hausen, Fussingen und Waldernbach gehörten. Schütz berichtet, dass diese Filialgemeinden eigene Kapellen besaßen, in denen er zu gewissen Zeiten Gottesdienst hielt. Dafür gaben diese Kapellengemeinden regelmäßige Abgaben, die im Pfarrregister genau registriert waren. Bis 1532 gehörte auch die Kirche „Unter Merenberg“, die Appen- oder Jakobskirche, als Pfarrvikarie zu Lahr, ebenso die Kirche zwischen Waldernbach und Mengerskirchen, die an dem 1452 aufgestauten Seeweiher lag. Hier hat auch das ausgegangene Dorf Wehnaw gelegen, von dessen Feldbesitz an die Pfarrei Zehnten gezahlt wurden. Seit dem 14. Jahrhundert erscheint das Dorf in Urkunden und erst 1850 erfolgt die Ablösung dieser der Pfarrei gehörenden Zehnten durch die Gemeinde Mengerskirchen.
Auf dem Gelände befindet sich eine Wasserquelle, die heute noch benutzt wird. Die Chronik der Freiwilligen Feuerwehr Mengerskirchen berichtet, dass die wichtigste Wasserversorgung für Brandfälle der Waschweiher am heutigen Spielplatz war, der von den Quellen der Höhenzüge Knoten und Winnauerberg gespeist wurde.
Die Pfarrgemeinde St. Johannes der Täufer Lahr kam zu dem Grundbesitz durch Erbschenkung als Stiftung für Messen. Die Pfarrchronik Lahr berichtet von zwei Frauen von Wehnaw, die nach einer großen Pestepidemie, die im Sprengel Mengerskirchen wütete, als einige der letzten Einwohner des Ortes in die umliegenden Dörfer auswanderten. Viele ließen sich im Schutz des befestigten Marktfleckens Mengerskirchen nieder, nur diese beiden Frauen hatten noch Angehörige in Lahr und wanderten daher dorthin aus.
Die Pfarrgemeinde St. Johannes der Täufer Lahr stellte das Land bis 1967 den angrenzenden Landwirten zur Bewirtschaftung zur Verfügung. Im Jahr 1967 errichtete der Pfarrer Artur Reitz auf dem Gelände ein Jugendheim, um der Jugend der Pfarrgemeinden des pastoralen Raumes einen Ausweichraum für die religiöse Jugenderziehung zur Verfügung zu stellen, da die örtlichen Räumlichkeiten der Waldbrunner Gemeinden hierfür nicht ausreichten. In den folgenden Jahren wurde das Gelände durch Zukauf von Grundstücken erweitert, sodass es heute eine Fläche von nahezu 4,5 Hektar Land besitzt.
In den folgenden Jahren entwickelte sich das Ferienheim zur Stätte der Jugendarbeit des pastoralen Raumes Waldbrunn.